# شمس منتصف الليل

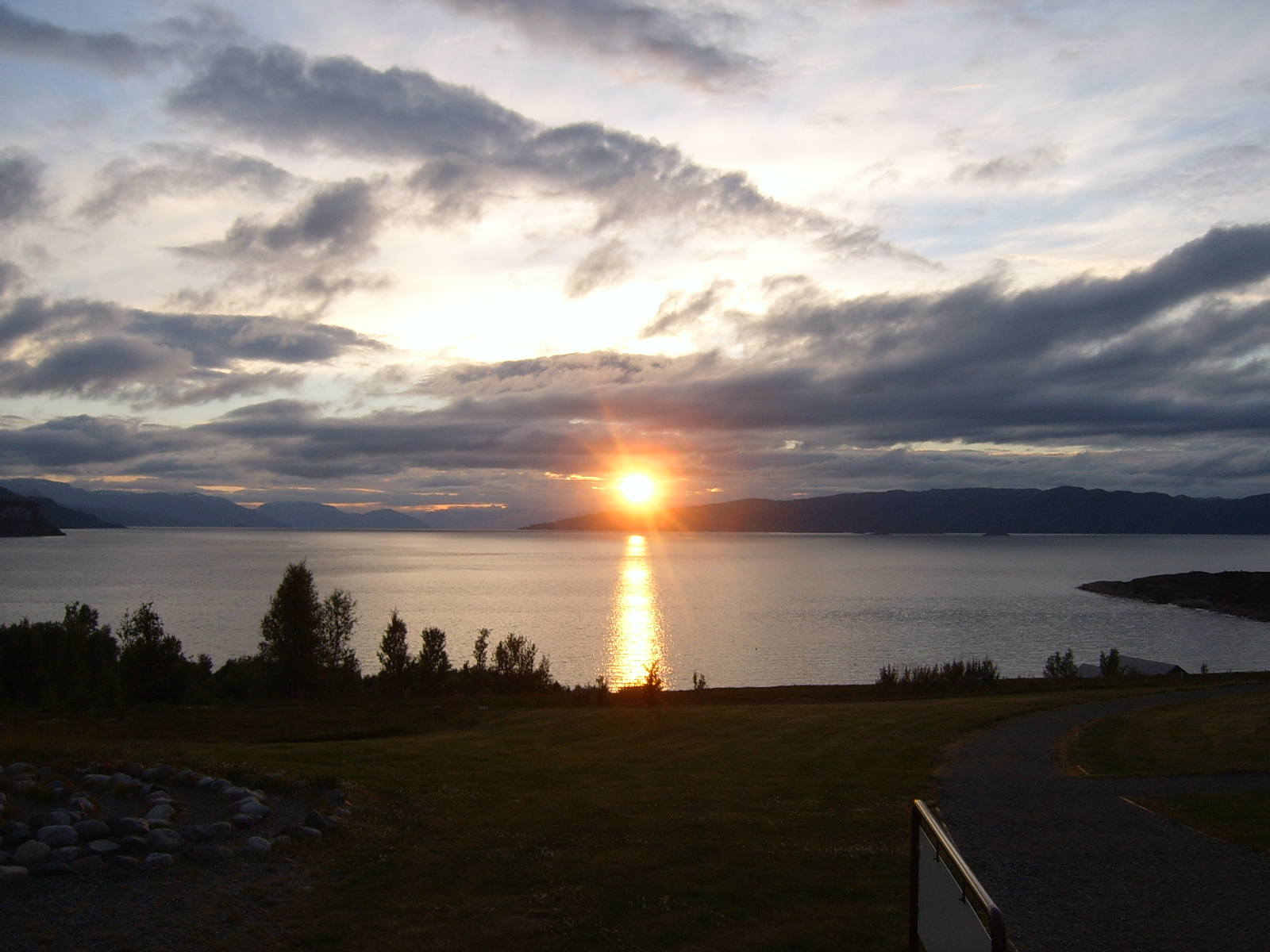
خلل ألتا في ألتا، النرويج تغطيها شمس منتصف الليل.

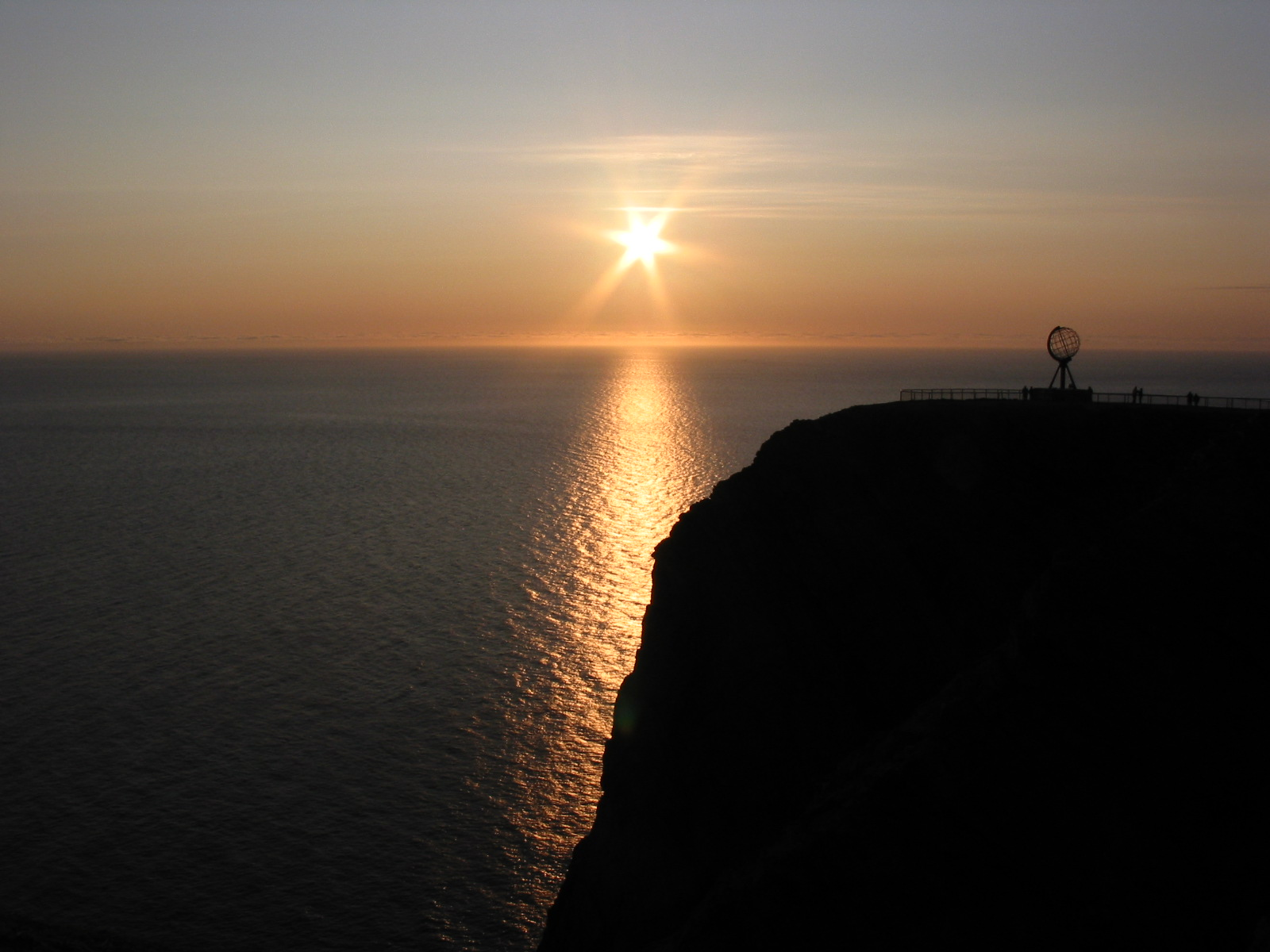
شمس منتصف الليل في رأس الشمال في جزيرة ماجيراوي في النرويج

شمس منتصف الليل هي ظاهرة طبيعية تحدث في أشهر الصيف في أماكن تقع شمال الدائرة القطبية الشمالية أو جنوب الدائرة القطبية الجنوبية، عندما تظل الشمس مرئية في وقت منتصف الليل المحلي. ففي القطب الشمالي تظل الشمس مشرقة طوال ستة أشهر بين 20 مارس و23 سبتمبر. وفي القطب الجنوبي، تظل الشمس فوق الأفق ما بين 23 سبتمبر و 20 مارس. تتضاءل فترة الإشراق المستمر كلما ابتعدنا عن القطبين. وتظهر شمس منتصف الليل لبضعة أيام فقط في حوالي 21 يونيو عند الخط الوهمي المسمى بالدائرة القطبية الشمالية؛ في حين يستمر ظهورها لمدة يوم أو يومين في حوالي 21 ديسمبر عند خط وهمي آخر يعرف باسم الدائرة القطبية الجنوبية. تتولد شمس منتصف الليل عن ميل محور الأرض في أحد الاتجاهات أثناء دوران الأرض حول الشمس، فيميل أحد القطبين نحو الشمس لمدة ستة أشهر، في حين يميل الآخر عن الشمس التي تدور أيضًا حول محورها. تؤدي هذه الحركة إلى جعل الشمس تشرق وتغرب على فترات منتظمة، مسببة الليل والنهار في شتى أنحاء الأرض.

## التفاصيل
مع اقتراب الانقلاب الصيفي (حوالي 21 يونيو في نصف الأرض الشمالي و 23 ديسمبر في نصف الأرض الجنوبي)، تكون الشمس مرئية لمدة 24 ساعة كاملة، في ظل طقس معتدل. تزيد عدد الأيام المحتملة لوجود شمس منتصف الليل كلما اقتربنا من القطب. على الرغم من تحديدها تقريبًا بداخل الدوائر القطبية، إلا أنه من الناحية العملية يمكن رؤية شمس منتصف الليل على بعد 55 ميلًا (90 كم) خارج الدائرة القطبية، كما هو مذكور أدناه، وتعتمد خطوط العرض الدقيقة لأبعد وصول لشمس منتصف الليل على التضاريس وتتنوع من سنة إلى أخرى.

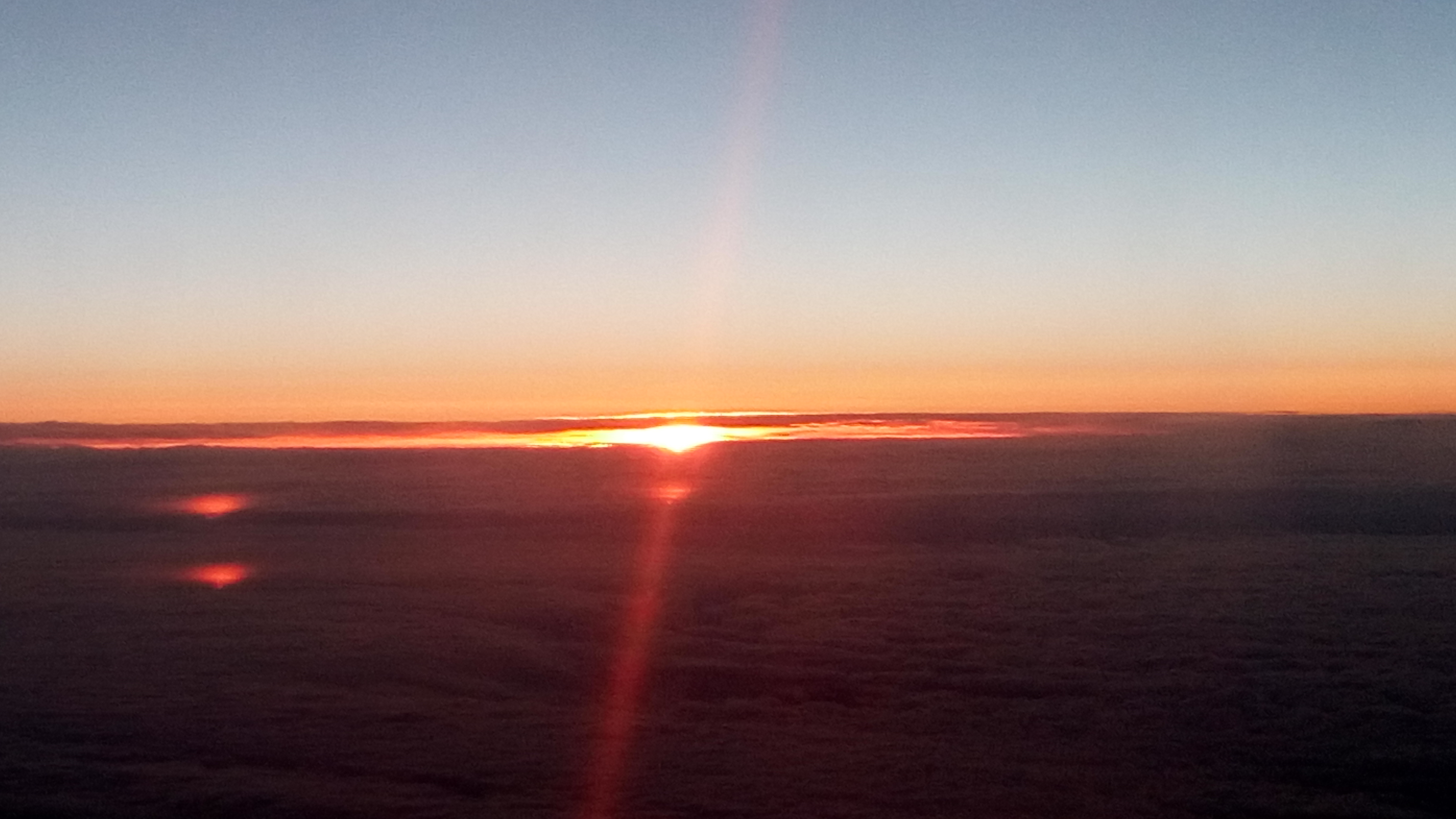
شمس منتصف الليل من الطائرة أثناء مرورها بجرينلاند

نظرًا لعدم وجود مستوطنات بشرية دائمة جنوب الدائرة القطبية الجنوبية، باستثناء المحطات البحثية، تقتصر البلدان والأقاليم التي يواجه سكانها شمس منتصف الليل على تلك التي تعبرها الدائرة القطبية الشمالية: في كندا، يوكون، نونافوت والأقاليم الشمالية الغربية. في دول أيسلندا وفنلندا والنرويج والسويد والدنمارك (جرينلاند) وروسيا، وولاية ألاسكا في الولايات المتحدة. تقع ربع أراضي فنلندا شمال الدائرة القطبية الشمالية، وعند أقصى نقطة في شمال البلاد، لا تغرب الشمس لمدة 60 يومًا خلال الصيف. في سفالبارد، النرويج، المنطقة الشمالية المأهولة بالسكان في أوروبا، لا يوجد غروب الشمس من 19 أبريل إلى 23 أغسطس. المواقع القصوى في الظاهرة هي القطبين، حيث يمكن أن تكون الشمس مرئية بشكل مستمر لما يقرب من نصف العام. تحدث ظاهرة شمس منتصف الليل في القطب الشمالي لمدة 6 أشهر من أواخر مارس إلى أواخر سبتمبر. يتمتع القطب الجنوبي بأشعة شمس منتصف الليل أيضاً ويحدث هذا من 23 سبتمبر إلى 20 مارس (حوالي 6 أشهر).
تحدث الظاهرة المعاكسة، وهي الليل القطبي، في فصل الشتاء، عندما تظل الشمس تحت الأفق طوال اليوم. نظرًا لأن الميل المحوري للأرض كبير (حوالي 23 درجة و 27 دقيقة)، لا تغرب الشمس عند خطوط العرض العليا في الصيف المحلي. تظل الشمس مرئية بشكل مستمر لمدة يوم واحد خلال الانقلاب الصيفي في الدائرة القطبية، لعدة أسابيع على بعد 100 كم فقط (62 ميل) من القطب، ولمدة ستة أشهر عند القطب. في خطوط العرض الأكثر بعداً، يشار عادة إلى شمس منتصف الليل باليوم القطبي.
في القطبين نفسيهما، تشرق الشمس وتغيب مرة واحدة فقط كل عام على فترة الاعتدال. خلال الأشهر الستة التي تكون فيها الشمس فوق الأفق، تقضي الأيام تتحرك باستمرار في دوائر حول من يراقب، وتتصاعد تدريجيًا إلى أعلى حتى إلى أعلى دائرة في السماء عند الانقلاب الصيفي.
بسبب الانكسار الجوي، وكذلك لأن الشمس هي قرص وليست نقطة، قد تحدث شمس منتصف الليل عند خطوط العرض جنوب الدائرة القطبية الشمالية أو شمال الدائرة القطبية الشمالية، على الرغم من أنها لا تتجاوز درجة واحدة (حسب الظروف المحلية). على سبيل المثال، تشتهر أيسلندا بشمس منتصف الليل، على الرغم من أن معظمها (جريمسى [الإنجليزية] هي الاستثناء) يقع جنوب دائرة القطب الشمالي بشكل طفيف.